# Flughafen Salerno

i7
i11
i13
Der Flughafen Salerno-Pontecagnano (ital. Aeroporto di Salerno-Pontecagnano “Costa d’Amalfi”, IATA-Code: QSR, ICAO-Code: LIRI) ist ein italienischer Flughafen bei Salerno.

## Verkehrsanbindung
Der Flughafen liegt etwa zwölf Kilometer südöstlich der Stadt auf dem Gebiet der Gemeinde Pontecagnano Faiano, in der Küstenebene zwischen Salerno und Battipaglia, an der Staatsstraße 18 und der Autobahn A2. Es gibt Busverbindungen zum Flughafen, eine Bahnverbindung ist geplant.

## Infrastruktur

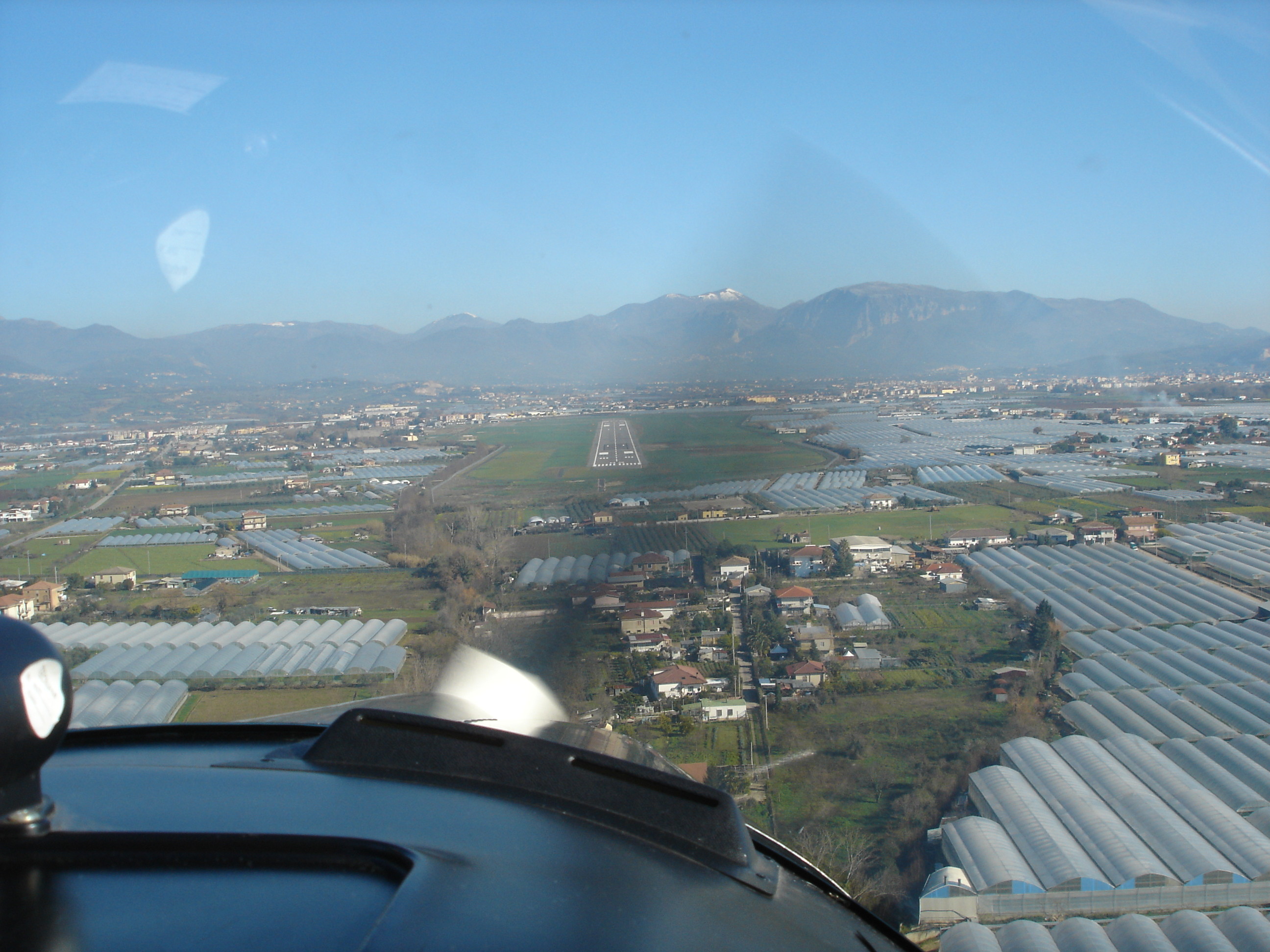
Anflug auf Pontecagnano

Im Nordosten des Flughafengeländes befinden sich ein Vorfeld und andere Einrichtungen für die Allgemeine Luftfahrt, im Osten der Bereich für den kommerziellen Luftverkehr mit einem kleinen Passagierterminal. In südwestlicher Richtung erstreckt sich die 2000 Meter lange Start- und Landebahn. Die Piste hat keine parallele Rollbahn.

## Verkehrsentwicklung
Es handelt sich um einen Regionalflughafen, der den Süden Kampaniens besser erschließen, den rund 50 km entfernten Flughafen Neapel entlasten und den Tourismus an der nahen Amalfiküste fördern soll. Angeflogen wurde der Flughafen zwischen 2008 und 2010 von VolaSalerno und Air Dolomiti. 2010 und 2011 verband Alitalia Salerno mit Rom und Mailand. Saisonale Charterflüge bot unter anderem Danube Wings an. Danach wurde der kommerzielle Flugbetrieb eingestellt, unter anderem wegen größerer Um- und Ausbauarbeiten. Im Juli 2024 nahmen Volotea, easyJet, Ryanair und Universal Air den kommerziellen Flugbetrieb wieder auf. Ab voraussichtlich 2025 nimmt auch Jet2.com den Flugbetrieb ab Salerno auf.

## Geschichte
Der Flughafen Salerno wurde 1926 als Militärflugplatz eingerichtet und bis 1943 vorwiegend zu Ausbildungszwecken genutzt. Pier Luigi Nervi baute hier unter anderem einen Hangar. Nach dem Zweiten Weltkrieg nutzten ihn Heeresflieger, Carabinieri und die Feuerwehr. 1952 wurde der Aeroclub Salerno gegründet, später auch eine Schule für Fallschirmspringer. 1962 landete hier die Familie Kennedy während eines Italien-Aufenthaltes. Ab den 1980er Jahren wurde ein neuer Tower gebaut, die Piste verlängert und die Terminalanlagen ausgebaut. Die 1654 Meter lange Start- und Landebahn blieb jedoch für den kommerziellen Flugbetrieb mit Mittelstreckenflugzeugen weiterhin zu kurz. Der Betreiber des Flughafens Neapel (Gesac) übernahm im November 2019 auch den Flughafen Salerno. Im weiteren Verlauf begann man mit der Verlängerung der Start- und Landebahn auf 2000 Meter und mit einem Ausbau der Terminal- und Abfertigungsanlagen.